# Wolf WR7
Der Wolf WR7 ist ein Formel-1-Rennwagen, den Harvey Postlethwaite 1979 für das kanadische Team Walter Wolf Racing entwickelte.
Insgesamt wurden drei Chassis gebaut und in der Saison 1979 im Werksteam sowie in der Saison 1980 im Kundenteam Fittipaldi Automotive (dort als Fittipaldi F7) eingesetzt. Die zwei zusätzlichen Chassis wurden als WR8 und WR9 bezeichnet, waren aber mit dem WR7 baugleich. Alle Fahrzeuge wurden von einem Ford-Cosworth-DFV-Motor angetrieben.

## Geschichte

### Vorgeschichte (1978)
Bereits 1977 hatte Lotus mit dem Lotus 78 die Verbesserung der Fahreigenschaften durch die neue Wing-Car-Technik erkennen lassen und 1978 durch Hinzufügen von Schürzen an der Unterkante die Umsetzung verbessert. Dadurch verfügte Lotus über den schnellsten Wagen im Feld. Walter Wolf Racing hatte am WR1 von 1977 festgehalten, zu dem es der Konkurrenz aber zwischenzeitlich gelungen war, aufzuschließen. Da ein neues Fahrzeug notwendig wurde, forderte Walter Wolf, die verbesserte Wing-Car-Technologie, die als zukunftsweisend galt, in das neue Design zu integrieren und so einen Entwicklungsvorsprung vor dem Rest des Feldes zu erlangen. Das Ergebnis war der Wolf WR5, der ab Mitte der Saison 1978 rennbereit war. Der Wagen war konkurrenzfähig, Siege aber nicht möglich. Zur gleichen Zeit erschien der Lotus 79, bei dem die Ausnutzung des Bodeneffekts verfeinert wurde und die beiden Fahrer Mario Andretti und Ronnie Peterson konkurrenzlos zum Meister bzw. posthumen Vizemeister machte. Die vorgenommenen Verbesserungen waren am WR5/WR6 aber nicht umsetzbar, weswegen dieser Wagen bereits bei seinem ersten Rennen als veraltet angesehen werden kann. Trotzdem sollte der WR5 auch in die Saison 1979 gehen. Stammfahrer Jody Scheckter verließ aber im Winter 1978/1979 zugunsten Ferraris das Team und der von McLaren abgeworbene Neuzugang James Hunt passte nicht in das enge Cockpit, das sich auch nicht vergrößern ließ, weshalb kurzfristig ein neuer Wagen konstruiert werden musste.

### Wolf WR7, WR8 und WR9 (1979)
Bereits zum ersten Rennen der Formel-1-Saison 1979 in Argentinien war der WR7 einsatzbereit. James Hunt schied allerdings nach einem enttäuschenden Qualifying vom 18. Platz aus startend mit Elektronikproblemen aus und klagte über das Fahrverhalten des Wagens, der zu starkem Übersteuern neigte. Um das Problem zu beheben, wurden die Seitenkästen leicht verändert, nachdem ein Ungleichgewicht des Anpressdruckes als Fehlerquelle erkannt worden war, sowie die Federung neu kalibriert. Schon beim zweiten Rennen in Brasilien stellte sich daraufhin Besserung ein und Hunt kämpfte von Platz 10 startend lange um Punkte, bevor er mit defekter Lenkung aufgeben musste. Bei den folgenden fünf Grands Prix kam er nur in Südafrika ins Ziel und erklärte punktelos nach dem Großen Preis von Monaco mangels konkurrenzfähigen Materials seinen sofortigen Rücktritt vom aktiven Motorsport. Walter Wolf Racing verpflichtete als Ersatz den finnischen Nachwuchsfahrer Keke Rosberg, der ebenfalls keine besseren Ergebnisse erzielte. Beim Großen Preis von Kanada gelang ihm nicht einmal die Qualifikation. So waren am Ende der Saison zwei zu Ende gefahrene Rennen der größte Erfolg. Als Reaktion darauf zog sich Walter Wolf Ende 1979 mit seinem Team aus der Formel 1 zurück und verkaufte große Teile des Inventars an Fittipaldi Automotive.

### Fittipaldi F7 (1980)
In der Formel-1-Saison 1980 setzte das Team von Wilson Fittipaldi die Chassis WR8 und WR9 unverändert als Fittipaldi F7 ein. Erstmals wurden über eine komplette Saison zwei Fahrzeuge gemeldet, vorher gab es nur vereinzelt Zweitwagen. Emerson Fittipaldi blieb im Team und bekam als Teamkollegen den von Walter Wolf Racing kommenden Keke Rosberg. Außerdem konnte Ex-Wolf-Chefdesigner Postlethwaite sowie der vielversprechende junge Chefaerodynamiker Adrian Newey für das Team gewonnen werden.
Das Eröffnungsrennen der Saison in Argentinien markierte gleichzeitig einen der wenigen Höhepunkte in der Saison 1980. Rosberg fuhr auf den dritten Platz und erzielte so seine einzige Podestplatzierung in diesem Jahr. Bei zwei Rennen qualifizierte er sich nicht. Teamleader Fittipaldi erging es nicht sonderlich besser. Auch er erreichte in der Saison 1980 nur eine Podestplatzierung als Dritter in den USA (West) sowie einen Punkt in Monaco. Der F7 fiel im Laufe der Saison immer weiter ins Hinterfeld zurück und wurde Mitte der Saison durch den auf den Wolf-Chassis basierenden Nachfolger Fittipaldi F8 abgelöst.

## Technik
Der Wolf WR7 war ein neues Fahrzeug, das nur noch bedingt Ähnlichkeiten mit den Vorgängerchassis WR5/WR6 hatte. Die WR8 und WR9 waren mit dem WR7 baugleich. Chefdesigner Harvey Postlethwaite ließ sich weitgehend vom dominanten Konkurrenzfahrzeug Lotus 79 inspirieren und setzte in der Aerodynamik keine wirklichen Innovationen um. Das betraf auch den Unterboden: In die langgezogenen Seitenkästen wurde ein umgekehrtes Flügelprofil eingebaut, das durch das Gesetz von Bernoulli den negativen Bodeneffekt (engl. Ground Effect) ausnutzt und dadurch zusätzlichen Anpressdruck gewinnt. Dadurch waren deutlich höhere Kurvengeschwindigkeiten möglich. Die Umsetzung war aber nur mäßig erfolgreich; der 79 war in der Saison 1979 selbst ins Hintertreffen geraten, da die Konkurrenz das Prinzip kopiert und teilweise erfolgreicher weiterentwickelt hatte. Auffällig war der halbrunde, breite Überrollbügel, der als Markenzeichen der Wolf-Fahrzeuge gesehen werden kann. Insgesamt wurden im Wolf-Werk in Reading drei Chassis aufgebaut.
Für die Karosserie wandte Postlethwaite aber eine neuartige Technik an: Die Verkleidung bestand aus Sandwichplatten mit Wabenkern aus Aluminium, die an den Gitterrohrrahmen befestigt wurden. Dadurch gewann der Wagen im Vergleich zur sonst üblichen Bauweise mit Aluminiumblech als Material deutlich an Standfestigkeit. Gleichzeitig mussten keine großen Kompromisse beim Fahrzeuggewicht eingegangen werden. Für die Motorisierung kam der Ford-Cosworth-DFV-Motor zum Einsatz, eine im Ursprung bereits 14 Jahre alte Konstruktion. 1966 hatte Ford im Gegenzug für die Namensnennung Cosworth £ 100.000 für die Entwicklung und Produktion dieses 3-Liter-Formel-1-Motors zur Verfügung gestellt, war aber sonst nicht weiter beteiligt. Der Motor war als tragendes Teil in einen Gitterrohrrahmen einbezogen. Die Antriebskraft wurde über ein Hewland-Getriebe an die Hinterräder übertragen.

## Lackierung und Sponsoring
Zwischen 1979 und 1980 wurden die WR7/WR8/WR9 von mehreren Teams mit jeweils eigenen Lackierungen eingesetzt:
Das Werksteam Walter Wolf Racing lackierte die Fahrzeuge schwarz mit zusätzlichen goldfarbenen und roten Verzierungen. Als neuer Hauptsponsor wurde für die Saison 1979 das japanische Unternehmen Olympus präsentiert. Die Lackierung der Wolf-Boliden ähnelte sehr stark dem Farbschema der von John Player Special gesponsorten Lotus-Fahrzeuge der Vorjahre.
Das Kundenteam Fittipaldi Automotive lackierte die als F7 bezeichneten Wolf-Chassis dagegen leuchtend gelb. In Rot warb der Hauptsponsor Skol auf den Fahrzeugen.

## Galerie

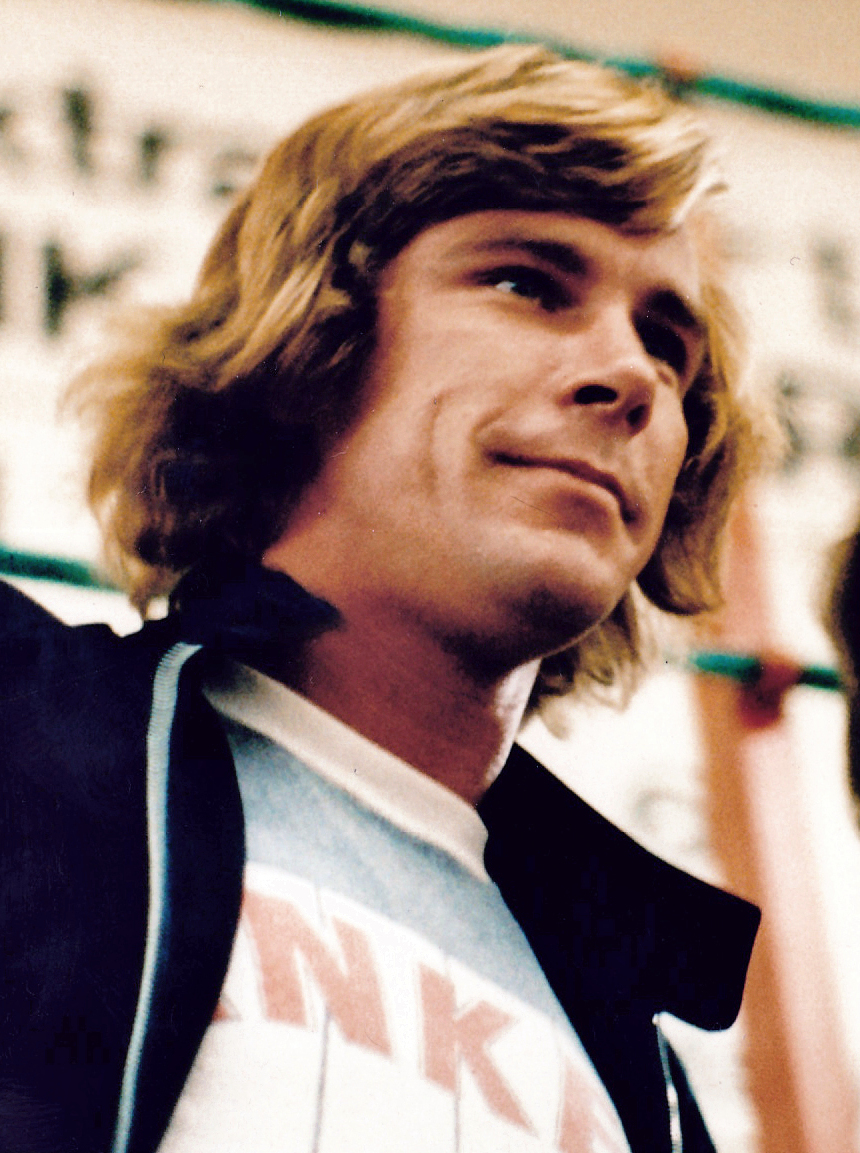
Beendete im WR7 seine Karriere: James Hunt, Weltmeister von 1976
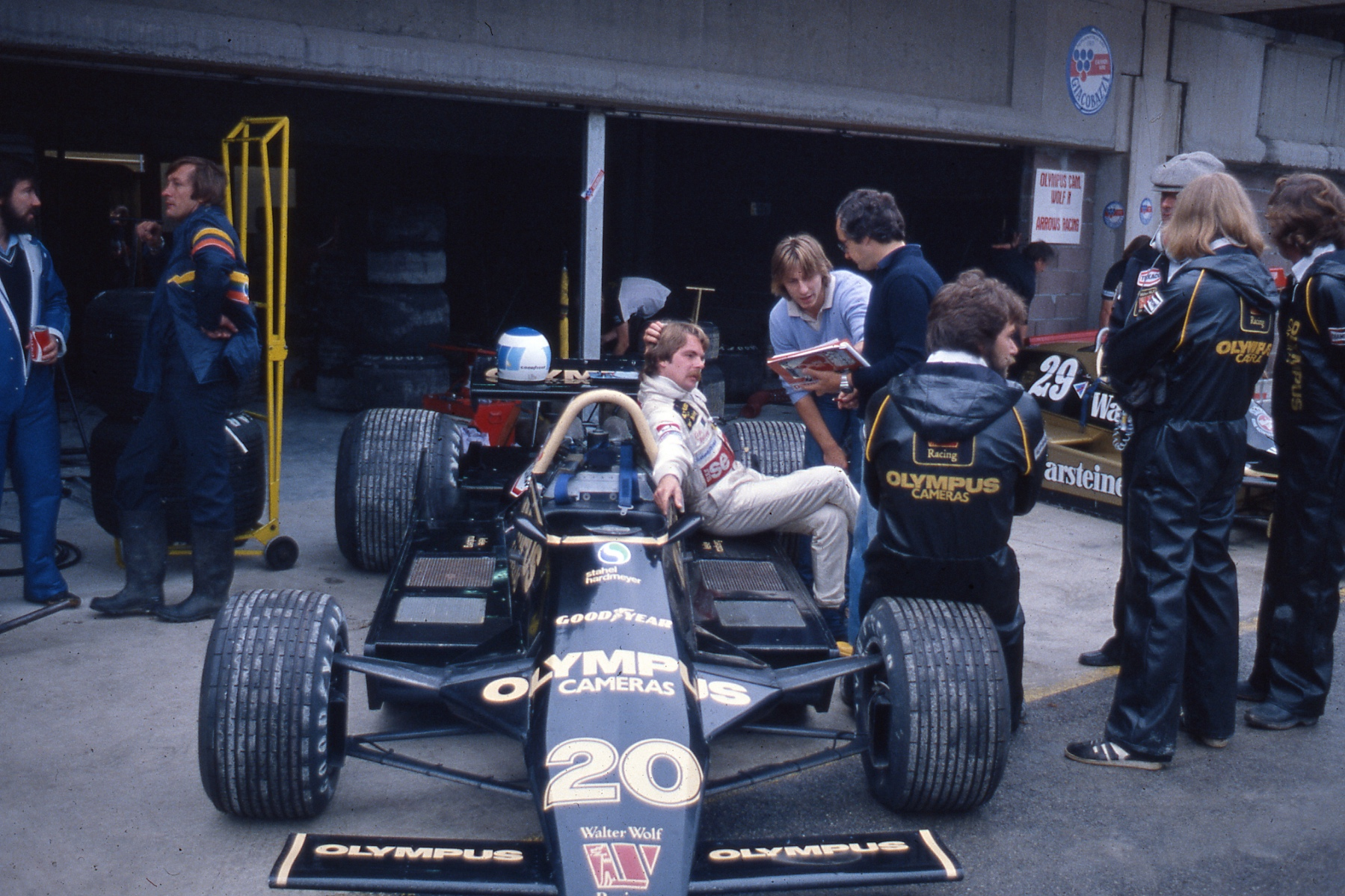
Keke Rosberg mit Ingenieuren am WR8; Imola, 1979
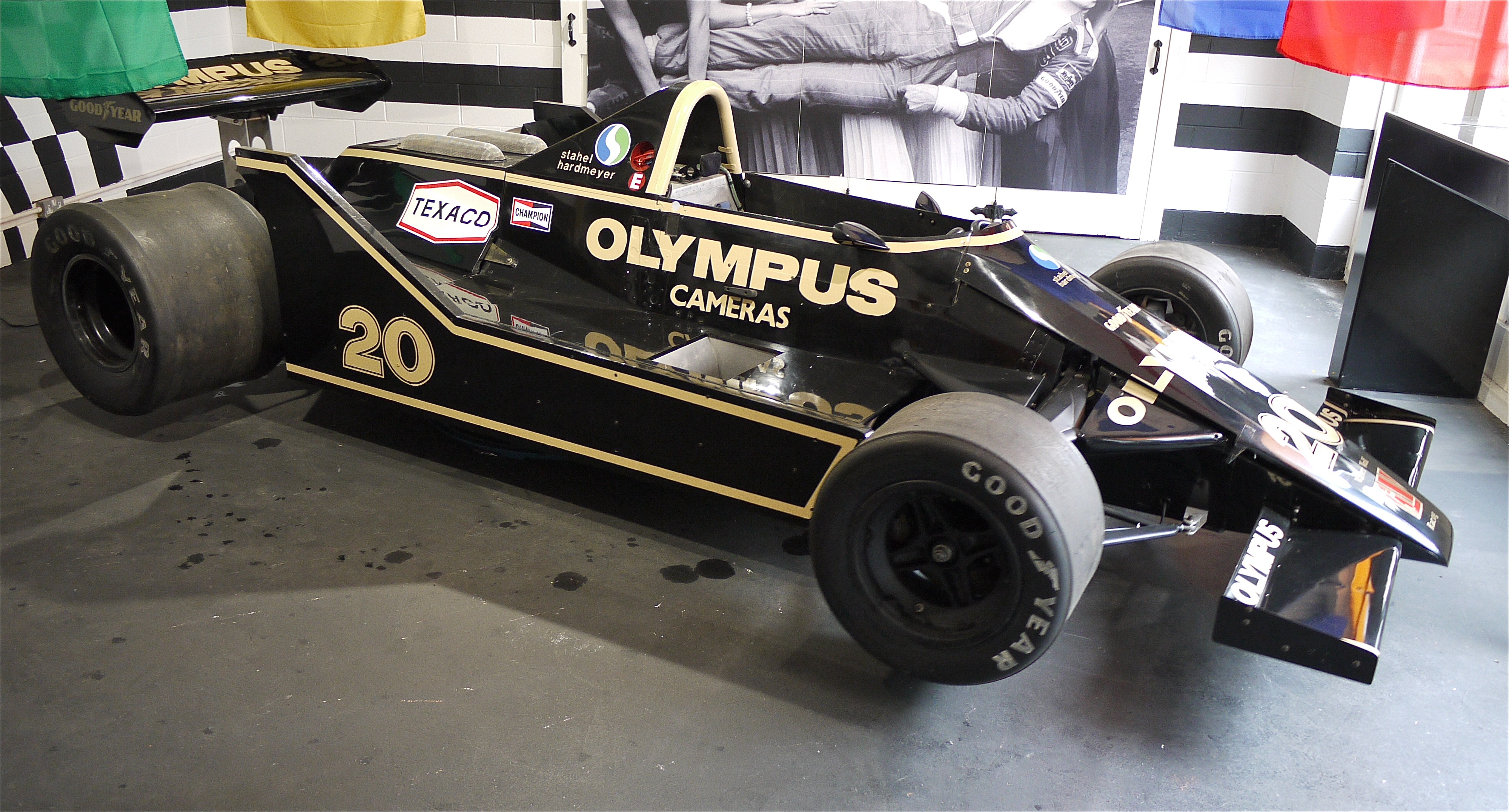
WR8 von 1979; Cheltenham, 2010
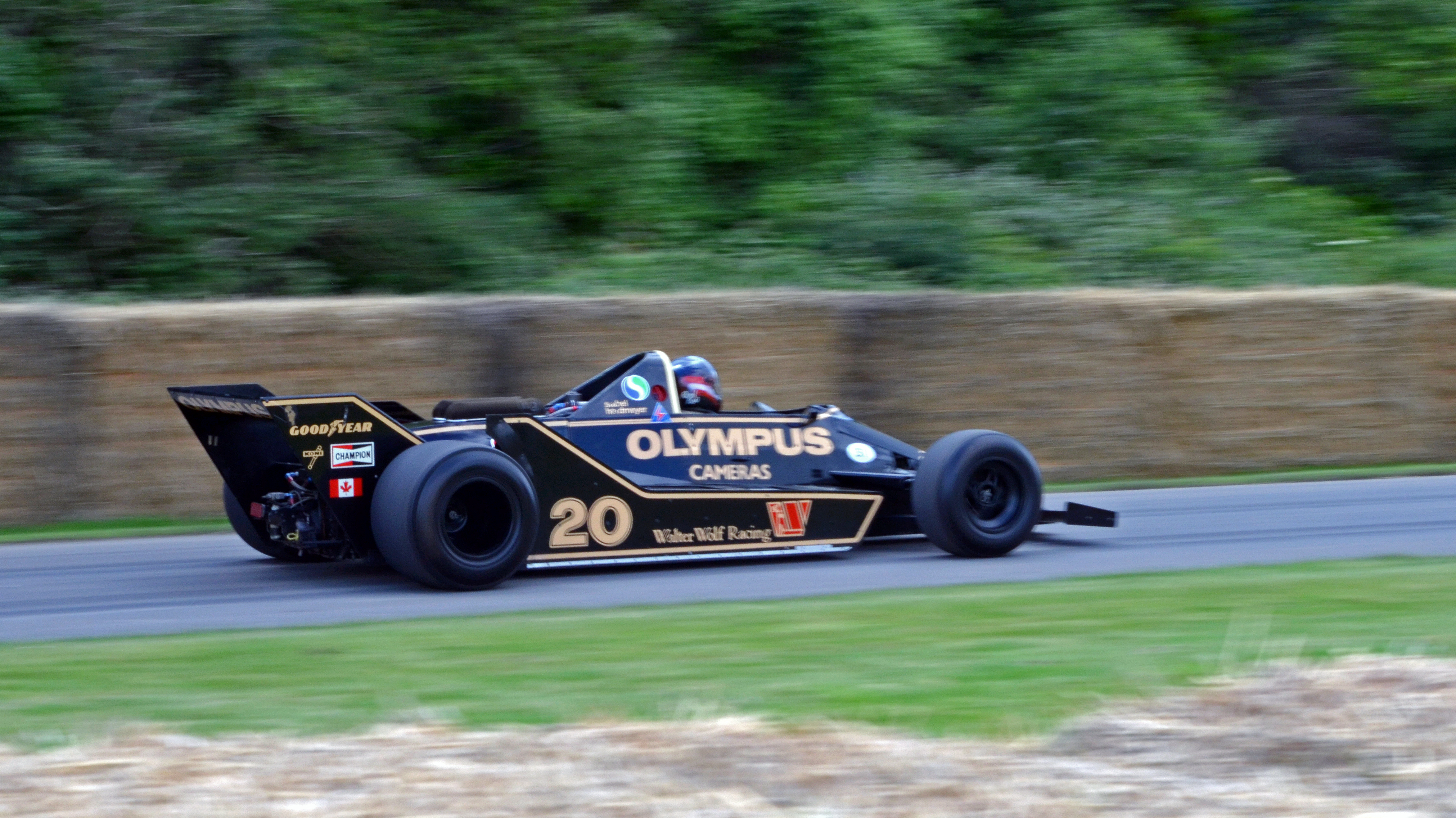
WR7 von James Hunt; Goodwood, 2016
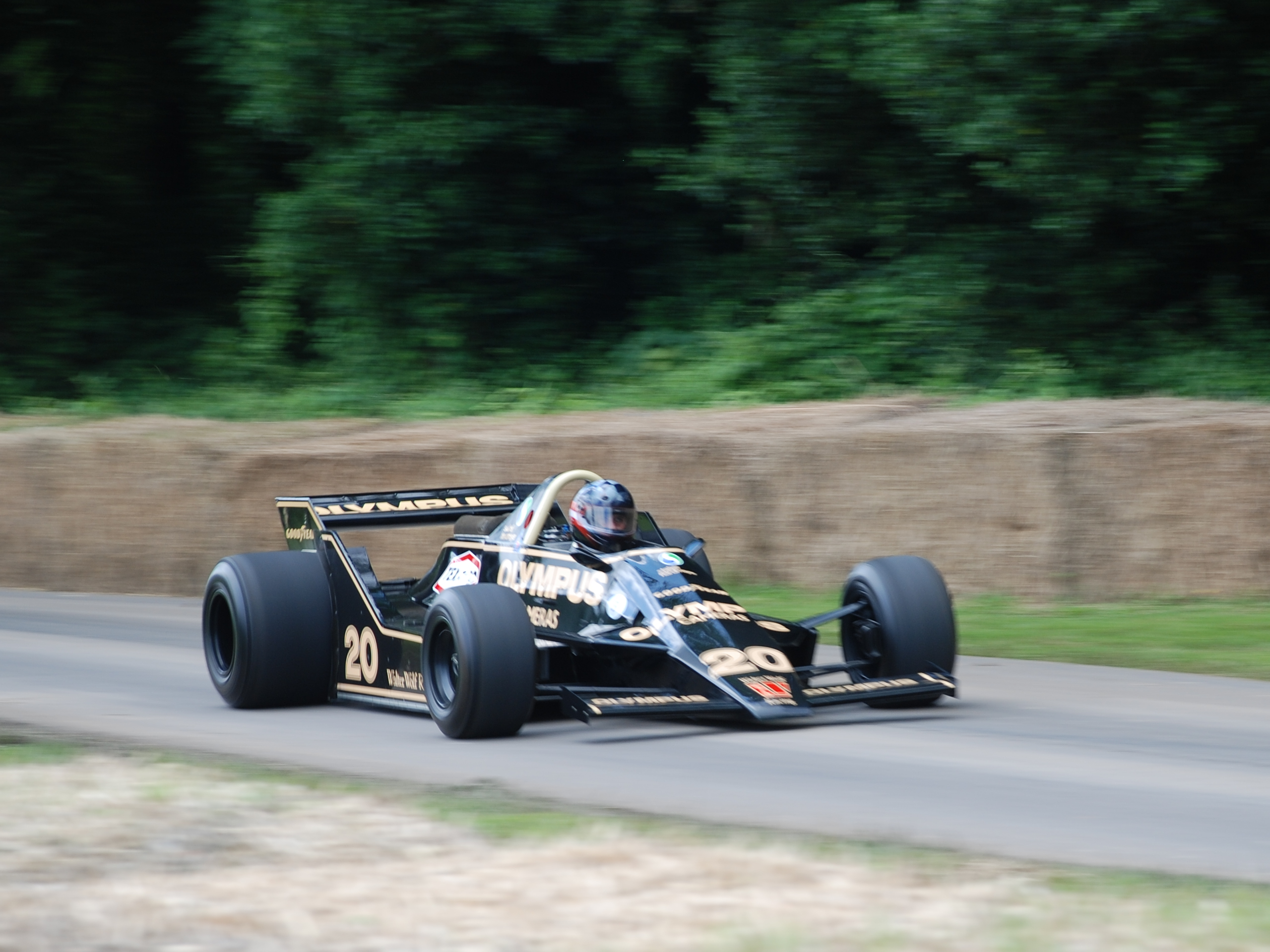
Historischer WR7; Goodwood, 2016
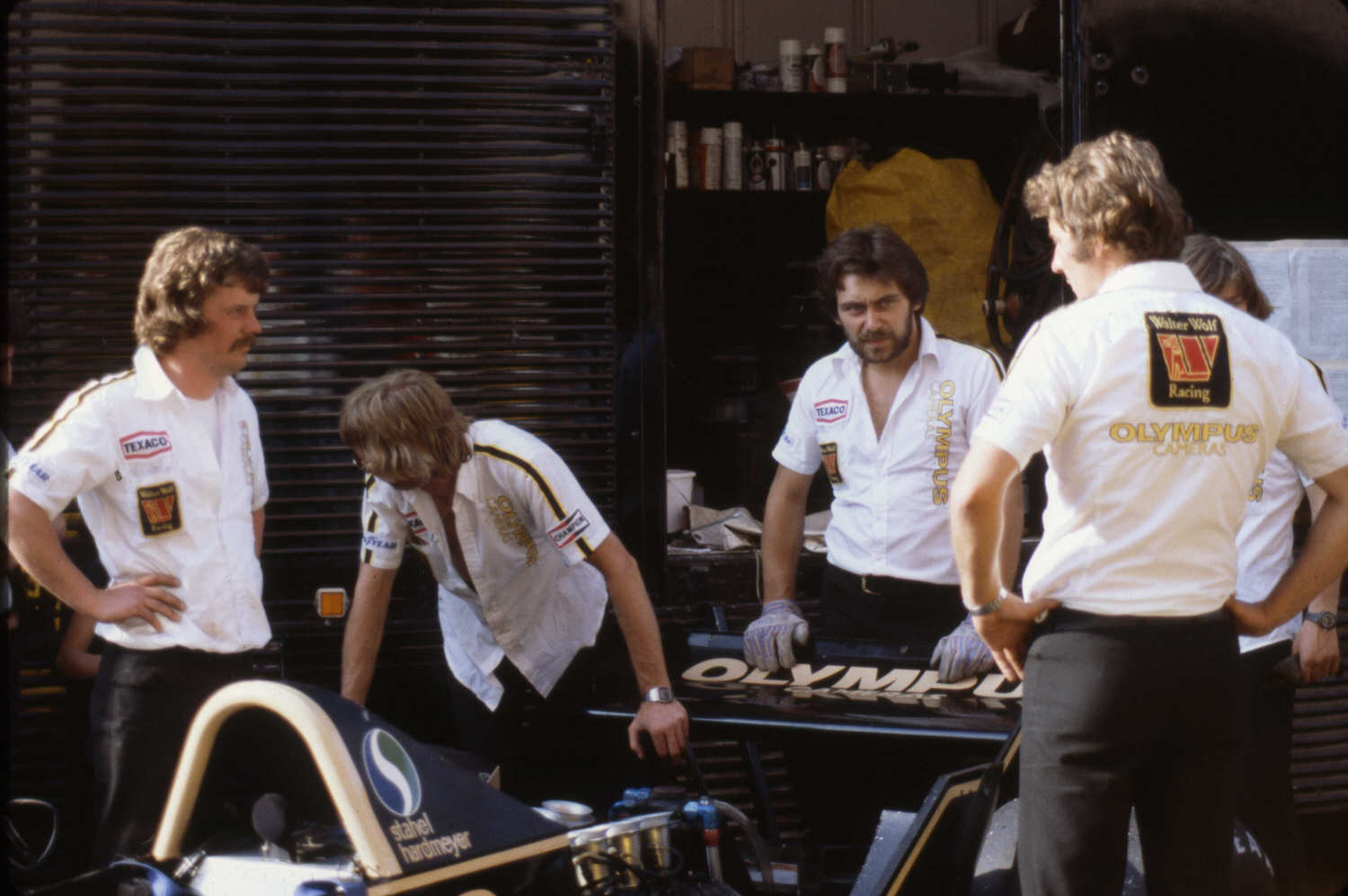
Wolf-Teammitglieder am WR9; Monaco, 1979
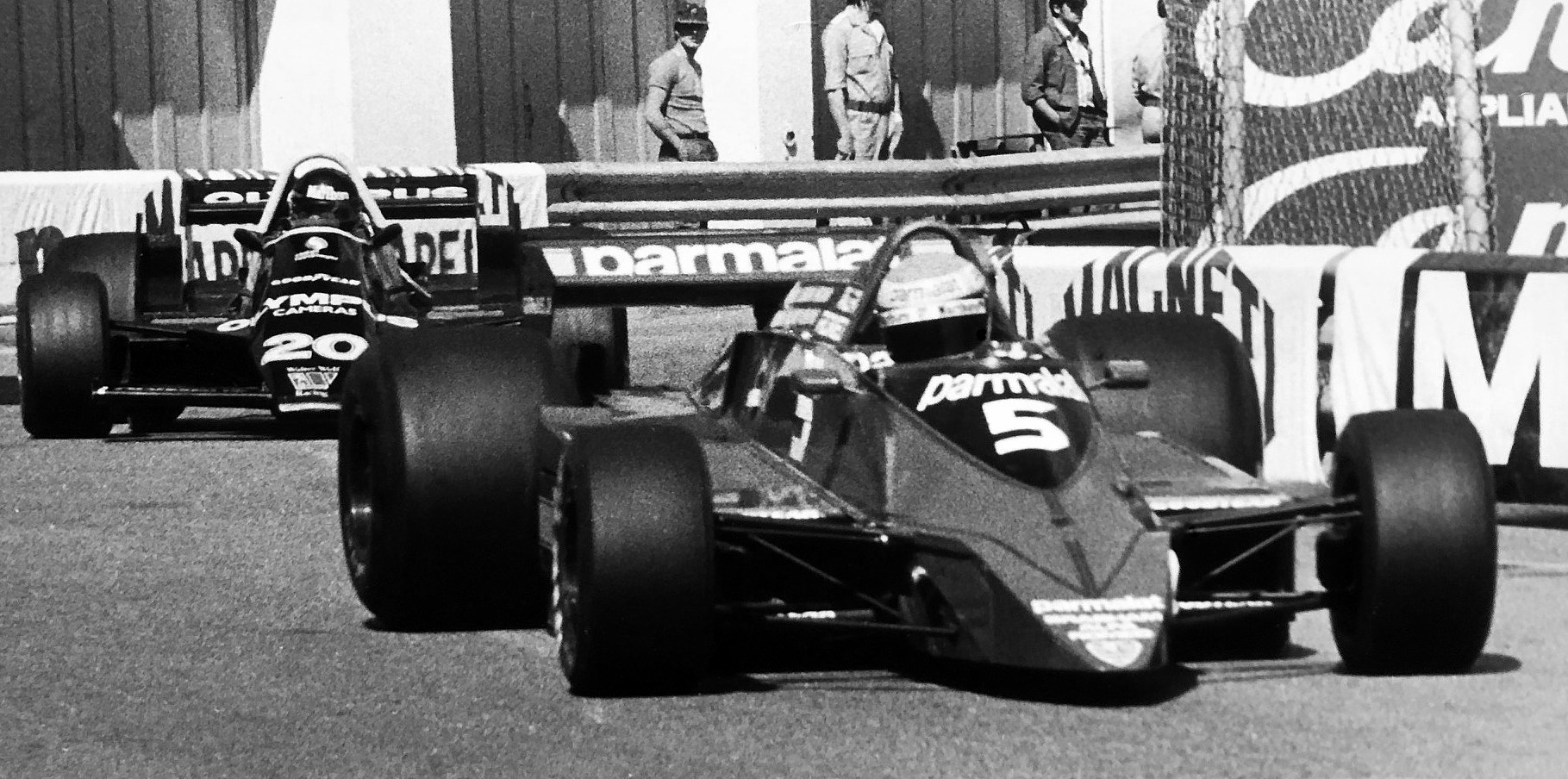
Hunt im WR7 hinter Niki Lauda bei seinem letzten Grand Prix, Monaco, 1979

## Ergebnisse
| Fahrer               | Nr.                  | 1   | 2   | 3   | 4   | 5   | 6   | 7   | 8   | 9   | 10  | 11  | 12  | 13  | 14  | 15  | Punkte | Rang |
| -------------------- | -------------------- | --- | --- | --- | --- | --- | --- | --- | --- | --- | --- | --- | --- | --- | --- | --- | ------ | ---- |
| Formel-1-Saison 1979 | Formel-1-Saison 1979 |     |     |     |     |     |     |     |     |     |     |     |     |     |     |     | 0      | 15.  |
| James Hunt           | 20                   | DNF | DNF | 8   | DNF | DNF | DNF | DNF |     |     |     |     |     |     |     |     | 0      | 15.  |
| Keke Rosberg         | 20                   |     |     |     |     |     |     |     | 9   | DNF | DNF | DNF | DNF | DNF | DNQ | DNF | 0      | 15.  |
| Formel-1-Saison 1980 | Formel-1-Saison 1980 |     |     |     |     |     |     |     |     |     |     |     |     |     |     |     | 11     | 8.   |
| Emerson Fittipaldi   | 20                   | NC  | 15  | 8   | 3   | DNF | 6   | DNF |     |     |     |     |     |     |     |     | 11     | 8.   |
| Keke Rosberg         | 21                   | 3   | 9   | DNF | DNF | 7   | DNQ | DNF | DNQ |     |     |     |     |     |     |     | 11     | 8.   |

| Legende  | Legende            | Legende                                                          |
| Farbe    | Abkürzung          | Bedeutung                                                        |
| -------- | ------------------ | ---------------------------------------------------------------- |
| Gold     | –                  | Sieg                                                             |
| Silber   | –                  | 2. Platz                                                         |
| Bronze   | –                  | 3. Platz                                                         |
| Grün     | –                  | Platzierung in den Punkten                                       |
| Blau     | –                  | Klassifiziert außerhalb der Punkteränge                          |
| Violett  | DNF                | Rennen nicht beendet (did not finish)                            |
| Violett  | NC                 | nicht klassifiziert (not classified)                             |
| Rot      | DNQ                | nicht qualifiziert (did not qualify)                             |
| Rot      | DNPQ               | in Vorqualifikation gescheitert (did not pre-qualify)            |
| Schwarz  | DSQ                | disqualifiziert (disqualified)                                   |
| Weiß     | DNS                | nicht am Start (did not start)                                   |
| Weiß     | WD                 | zurückgezogen (withdrawn)                                        |
| Hellblau | PO                 | nur am Training teilgenommen (practiced only)                    |
| Hellblau | TD                 | Freitags-Testfahrer (test driver)                                |
| ohne     | DNP                | nicht am Training teilgenommen (did not practice)                |
| ohne     | INJ                | verletzt oder krank (injured)                                    |
| ohne     | EX                 | ausgeschlossen (excluded)                                        |
| ohne     | DNA                | nicht erschienen (did not arrive)                                |
| ohne     | C                  | Rennen abgesagt (cancelled)                                      |
| ohne     | keine WM-Teilnahme |                                                                  |
| sonstige | P/fett             | Pole-Position                                                    |
| sonstige | 1/2/3/4/5/6/7/8    | Punktplatzierung im Sprint-/Qualifikationsrennen                 |
| sonstige | SR/kursiv          | Schnellste Rennrunde                                             |
| sonstige | *                  | nicht im Ziel, aufgrund der zurückgelegten Distanz aber gewertet |
| sonstige | ()                 | Streichresultate                                                 |
| sonstige | unterstrichen      | Führender in der Gesamtwertung                                   |